# 꿈 (1967년 영화)
"꿈"은 1967년 공개된 대한민국의 영화이다.

## 배역
- 신영균 : 조신 역
- 김혜정 : 월례 역
- 양훈 : 평목 역
- 방수일 : 모례 역
- 서월영 : 용선화상 역
- 김동원 : 태수 역
- 한은진 : 부인 역
- 성소민 : 원님 역
- 허명자 : 별아기 역
- 김선영 : 미력 역
- 이영옥 : 바위 역
- 최광호
- 박종설
- 강세영
- 박부양
- 장정국
- 신석호